# RTV 1879 Bâle
Ne doit pas être confondu avec ATV Bâle.
Le RTV 1879 Bâle est un club omnisports suisse basé à Bâle fondé en 1879. Il possède notamment des sections de handball et de volley-ball.

## Handball

### Palmarès
Section masculine
- Championnat de Suisse (2) : 1960, 1984

Section féminine
- Championnat de Suisse (2) : 1981, 1984

### Personnalités
- Björn Jilsén : entraîneur-joueur de 1989 à 1992

## Volley-ball

### Palmarès
Section féminine
- Championnat de Suisse (2) : 1995, 1996
- Coupe de Suisse (3) : 1994, 1995, 1996

### Personnalités
- Sandra Stocker